# Ангвилара (Перуђа)
Ангвилара је насеље у Италији у округу Перуђа, региону Умбрија.
Према процени из 2011. у насељу је живело 40 становника. Насеље се налази на надморској висини од 452 м.